# Разбугорье
Разбуго́рье (Красные Ярки) — село в Володарском районе Астраханской области России. Входит в состав Козловского сельсовета. Население 410 человек (2010), 98 % из них — казахи .

## География
Село находится в юго-восточной части Астраханской области, в дельте реки Волги, на левом берегу протоки Чурка.
Абсолютная высота — 24 метров ниже уровня моря.
Климат
умеренный, резко континентальный, характеризуется высокими температурами летом и низкими — зимой, малым количеством осадков, а также большими годовыми и летними суточными амплитудами температуры воздуха.

## Население
| 2002 | 2010 |
| ---- | ---- |
| 399  | ↗410 |

Национальный и гендерный состав
По данным Всероссийской переписи, в 2010 году численность населения села составляла 410 человек (211 мужчин и 199 женщин, 51,5 и 48,5 %% соответственно).
Согласно результатам переписи 2002 года, в национальной структуре населения казахи составляли 100 % от общей численности в 404 жителей.
| Национальность | Численность (2010) | Процент |
| -------------- | ------------------ | ------- |
| Казахи         | 404                | 98,3%   |
| Ногайцы        | 4                  | 1%      |
| Не указана     | 3                  | 0,7%    |
| Всего          | 411                | 100%    |

## Инфраструктура
В Разбугорье работает филиал Козловской средней общеобразовательной школы, имеется продуктовый магазин.

### Транспорт
Вдоль села роходит региональная автодорога 12 ОП РЗ 12Н 034 Козлово — Мултаново, на которой установлена остановка общественного транспорта «Разбугорье».
Уличная сеть села представлена двумя именованными проездами — улицами Абая и Дины Нурпейсовой.